# Schmelzkern-Spritzgießen
Das Schmelzkern-Spritzgießen ist ein Sonderverfahren des Kunststoff-Spritzgießens. Es dient zum Herstellen von Formteilen mit Hohlräumen oder Hinterschneidungen, die mit Werkzeugen mit entformbaren Kernen nicht möglich wären.

## Beschreibung
Das Verfahren besteht aus drei wesentlichen Schritten. Zunächst gießt man aus einem niedrigschmelzenden Metall einen Kern, der dem zu formenden Hohlraum im vorgesehenen Formteil entspricht. Dieser wird im zweiten Schritt in das Spritzgießwerkzeug eingelegt und mit Kunststoff umspritzt. Formteil und Kern werden gemeinsam entformt und im dritten Schritt in ein Heizbad gebracht, um den Kern auszuschmelzen. Die Badtemperatur wird etwas höher als der Schmelzpunkt der Kernlegierung gewählt, so dass das Spritzgussteil noch nicht beschädigt wird. Durch induktives Erwärmen des Kernmetalls im Heizbad verringert sich die Ausschmelzzeit auf wenige Minuten. Flüssiges Kernmetall sammelt sich am Boden des Heizbads und ist für neue Kerne nutzbar.

## Anwendung
Der Einsatz des Schmelzkernverfahrens beschränkt sich nicht nur auf das Spritzgießen von Thermoplasten, sondern mit entsprechenden Kernlegierungen auch auf duroplastische Formmassen (Duroplaste). Anwendung findet das Schmelzkernverfahren zum Beispiel für spritzgegossene Saugrohre von Pkw-Motoren. Durch Modifizierung der Anlage kann man inzwischen jedoch auch kleine Formteile wie Armaturen oder Pumpengehäuse herstellen, indem die Herstellung der Schmelzkerne und der umspritzten Teile auf einer Spritzgießmaschine durchgeführt wird.